# Pierrefiche (Aveyron)
Pierrefiche è un comune francese di 276 abitanti situato nel dipartimento dell'Aveyron nella regione dell'Occitania.

## Società

### Evoluzione demografica
Abitanti censiti